# Stazione di Vertova
La stazione di Vertova fu una stazione ferroviaria della linea della Valle Seriana a servizio dell'omonimo comune.

## Storia
L'impianto fu aperto al servizio pubblico il 23 agosto 1884, assieme al tratto proveniente da Albino. Rimase capolinea fino al 23 marzo 1885 quando fu aperto il prolungamento verso Ponte Nossa. La linea giunse poi a Ponte Selva il 6 luglio 1885 e a Clusone il 12 marzo 1911.
Nel secondo dopoguerra, la stazione fu capolinea di alcune corse per pendolari e operai dirette a Bergamo. A tale scopo fu eretta una piccola rimessa per ospitare un'automotrice negli orari notturni.
Fu soppressa il 31 agosto 1967, con la chiusura della linea ferroviaria.

## Strutture e impianti
La stazione era provvista di un fabbricato viaggiatori in muratura, a pianta rettangolare, e a due livelli fuori terra, simile a quelli costruiti a Redona e a Nembro.
Il piazzale era composto dal binario di corsa e da due raddoppi.
Lo scalo merci era formato da un magazzino merci con piano caricatore, servito dal binario di raddoppio prossimo al fabbricato viaggiatori.

## Movimento
La stazione era servita dai treni accelerati e omnibus della relazione Bergamo-Ponte Selva fino al 1911, quando furono sostituiti dalla relazione Bergamo-Clusone.